# Sesto palazzo degli uffici ENI
Il Sesto palazzo degli uffici Eni o VI Palazzo Uffici è un edificio in costruzione nel quartiere Metanopoli di San Donato Milanese affidato ad Impregilo e progettato dallo studio Morphosis Architects (Thom Mayne) e Nemesi Studio. Il BIM Management è di SCE Project.

## Progetto

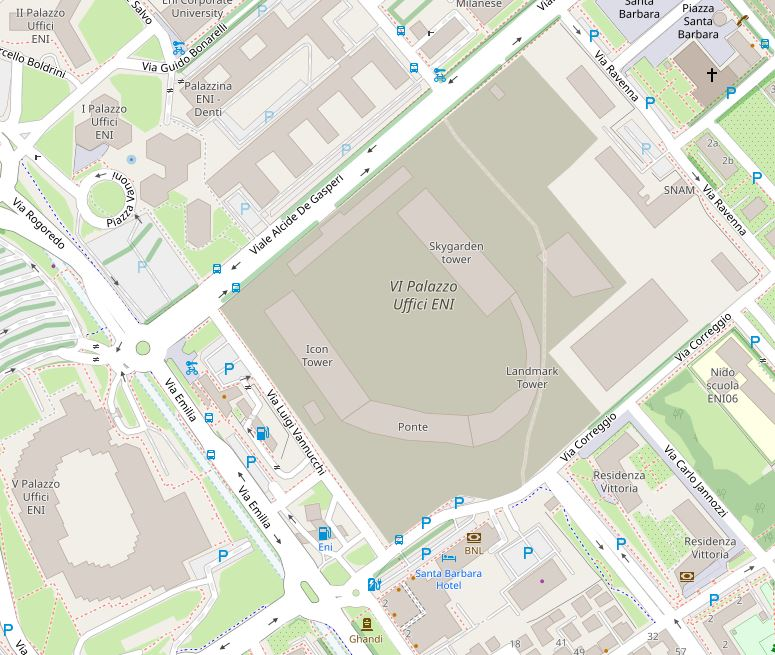
Mappa del cantiere del VI Palazzo uffici

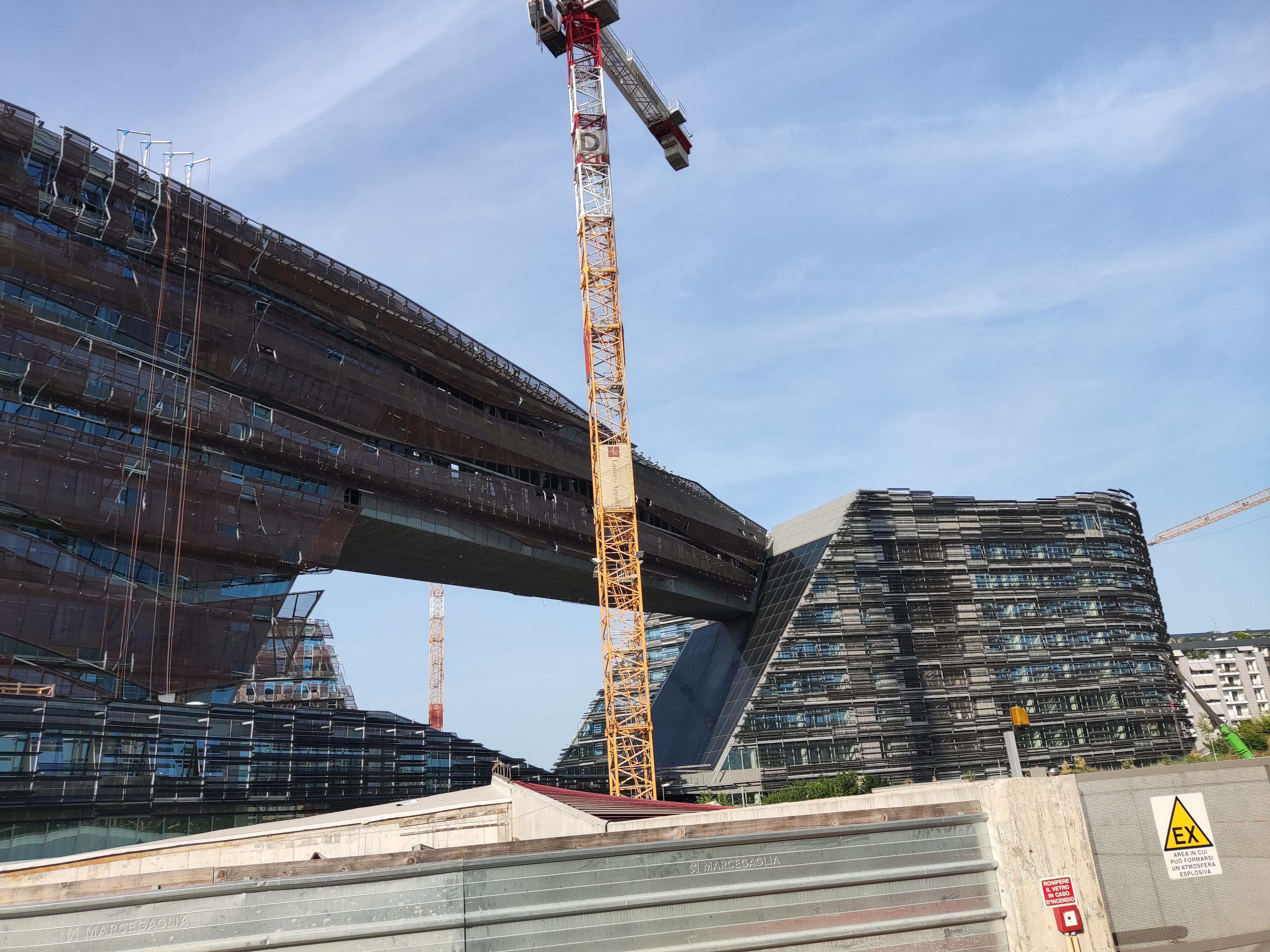
Ponte tra Icon tower e Landmark tower in costruzione (giugno 2022)

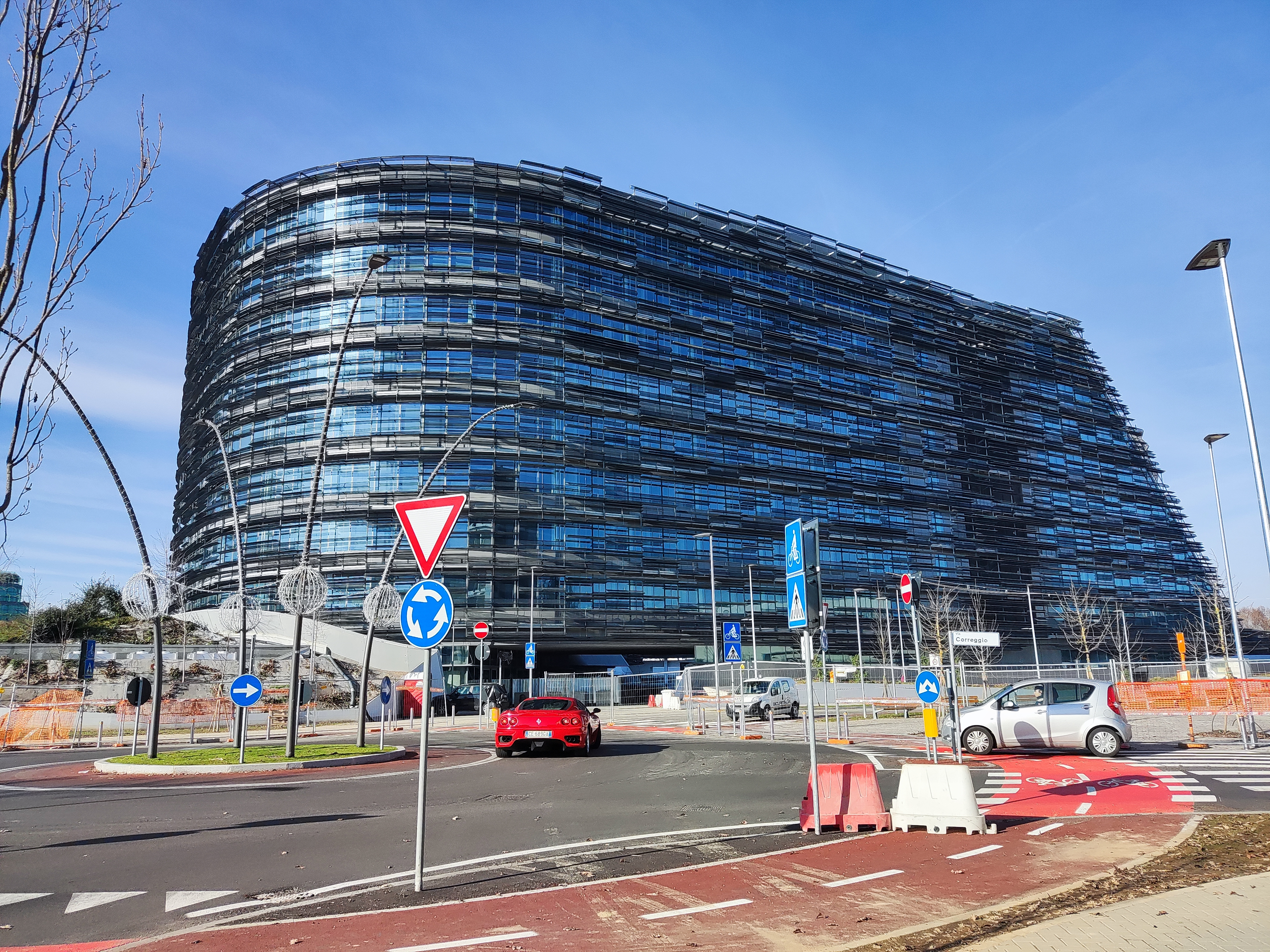
Landmark Tower da sud (gennaio 2023) con nuova rotonda che fa accedere alla neo via Falcone e Borsellino

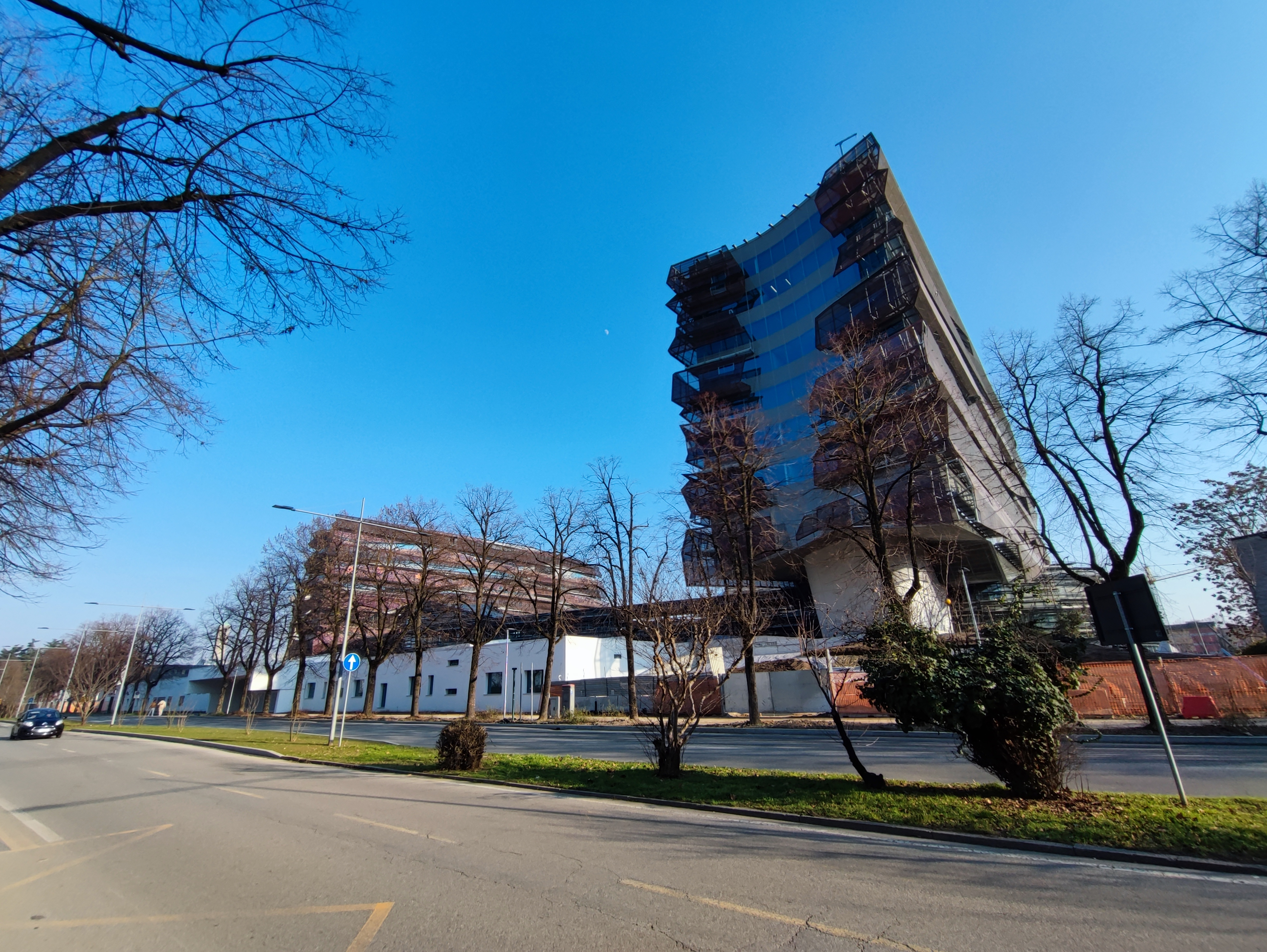
Skygarden Tower e Icon Tower da Viale De Gasperi (gennaio 2023)

I tre edifici di cui si compone il centro direzionale CDE, con una superficie costruita di 125.000 mq, si impostano su un livello interrato di 33.000 mq a destinazione autorimessa e tecnica. Gli edifici del nuovo Centro Direzionale Eni, organizzati attorno ad una piazza centrale sulla quale si affacciano le funzioni principali, emergono dal paesaggio come un’isola urbana.
Collegati da ponti aerei e distribuiti tra le vie Emilia, Alcide de Gasperi, Correggio e Ravenna, i tre edifici principali integrano il Centro con la Città stabilendo una forte presenza visiva per l’azienda: 
- Icon Tower di 11 piani
- Landmark Tower di 9 piani
- Skygarden Tower con un centro congressi e una mensa

I piani superiori garantiscono la massima flessibilità di utilizzo per soddisfare le esigenze dell’Azienda, sia negli ambienti ad ufficio, sia negli spazi comuni.
Gli impianti tecnologici in copertura sono schermati dal parco fotovoltaico che per regolarità e disegno rappresenta un esempio di integrazione dell’elemento tecnologico nell’architettura del complesso.
Nonostante la complessa articolazione spaziale, le strutture dei tre edifici sono seriali, caratterizzate da orizzontamenti costituiti da solette piene in cemento armato, cores e colonne in cemento armato, parzialmente in falso su strutture metalliche di trasferimento. La presenza della falda acquifera ha richiesto l’adozione di impianti di dewatering in fase di scavo e la progettazione di un sistema di impermeabilizzazione delle strutture interrate, ottenuto con il controllo delle fessurazione delle strutture in calcestruzzo. Le caratteristiche geognostiche e la modellazione tridimensionale dell’interazione terreno-struttura hanno determinato le caratteristiche di rigidezza verticale con previsione di pali riduttori di cedimento.
L’imponente struttura a ponte su luce di 85 m che collega gli edifici Landmark e Icon e la passerella con campata massima di 38 m e lunghezza complessivamente pari a 68 m che lo collega al terzo edificio Skygarden, sono in carpenteria metallica parzialmente pre-assemblate a piè d’opera e quindi sollevate. Il ponte principale è realizzato con 2 grandi travature reticolari di tipo Warren di altezza variabile da 6 a 20 m, collegate a livello del calpestio e di copertura con controventi a croce.
Il disegno della facciata è ispirato alla formazione geologica della Terra e in particolare a quella dei giacimenti petroliferi, visibile nell’effetto ottico adottato per i rivestimenti esterni in lamiera metallica microforata e le forme stratificate degli edifici che sembrano emergere dal sito. Tale scelta appare incongruente con i proclami dell'azienda relativi alla transizione energetica.  Risponde all’obiettivo di garantire le migliori prestazioni in termini di rendimento energetico e di illuminazione naturale degli ambienti, attraverso un sistema a doppia pelle esteso a tutti i fronti degli edifici con la sola esclusione del piano terra, dove è presente una vetrata Clear Glass a tutt’altezza, e alle testate, le facciate Black con vetrate colorate in pasta, che presentano un’inclinazione variabile nei piani verticale e orizzontale.
Di particolare rilevanza nell’ingegnerizzazione del sistema di facciata è l’analisi condotta, prima a livello teorico e quindi in galleria del vento, sugli effetti di interazione vento-struttura e fenomeni acustici generati dalla schermatura microforata (broadband noise).

## Appalto
L'appalto viene aggiudicato a Salini Impregilo con un contratto da 171 milioni di euro.

## Costruzione
A marzo 2018 partono i lavori di realizzazione dell'opera che durerà per 30 mesi fino a settembre 2020.
A partire da aprile 2019 gli operai lavorano 24 ore su 24 a turni.
A giugno 2019 arriva la notizia che all'interno dell'area in costruzione verrà costruita, previa autorizzazione, una stazione di rifornimento polifunzionale ad idrogeno, bio-metano, ed elettrica.
Nella prima metà di novembre 2019 viene installa la struttura che farà da ponte tra due dei tre palazzi del progetto.